# Mara Hoffmann

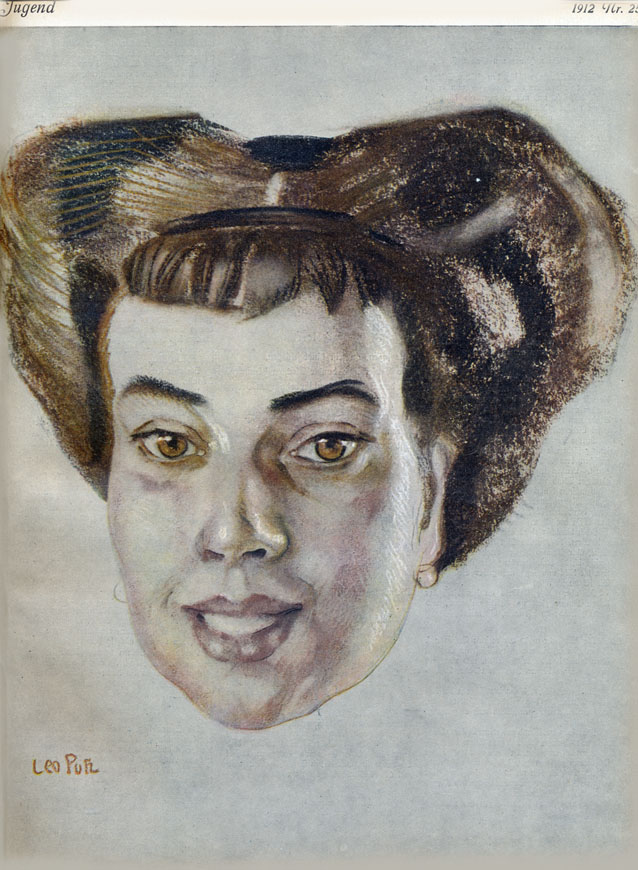
Leo Putz: Titelseite Jugend 25/1912, Mara Hoffmann

Mara Hoffmann (* 14. September 1891 in Graz-Fölling; † 15. März 1929 in Graz), seit 1914 Gräfin von Schlik zu Bassano und Weisskirchen, war Malschülerin und Modell des Münchner Malers Leo Putz. Bekannt wurde sie als Mitglied der Münchner Künstlerbohème und 1912 mit ihrem Porträt auf dem Titelbild der Zeitschrift Jugend.

## Leben
Maria (Mara) Victoria Eleonora Catharina Hoffmann war die Tochter des vermögenden Frankfurter Privatiers Jacob Ludwig Hoffmann und der aus Wien stammenden Eleonore Johanna Philippine Gräfin v. Breda.  Großeltern waren der Kammerherr und Senatspräsident des Wiener Landgerichts Ludwig Graf v. Breda (1800–1882) und die auch als Malerin bekannte Marie v. Walter. Mara Hoffmann wuchs bis 1910 auf dem Gut ihres Vaters bei Salzburg auf, der eine bedeutende Sammlung mittelalterlicher Kunst aufgebaut hatte. Einzelne Stücke dieser Sammlung waren unmittelbar vor dem Tod von Jacob Hoffmann im Mai 1910 im Dorotheum Wien versteigert worden und befinden sich heute in der österreichischen Galerie Belvedere.
Nach dem Tod des Vaters zog Mara Hoffmann mit ihrer Mutter nach Graz. Die Vermieterin in der dortigen Elisabethstraße 22/I war Franziska Putz, die eine Verbindung zu Leo Putz in München herstellte. 1911/12 ist ein Aufenthalt Mara Hoffmanns in München belegt. Sie nahm Zeichenstunden bei Leo Putz, machte hier die Ballsaison mit, besuchte Faschingsfeste und fand Anschluss in der Schwabinger Künstlerbohème. Die vier Porträts, die Leo Putz von ihr anfertigte (drei Zeichnungen und ein Ölbild), datieren alle aus dem Jahr 1912. Das Öl-Porträt „Mara“ kaufte der deutsch-amerikanische Sammler Hugo Reisinger noch im Jahr 1912 für 1200 Mark. Reisinger stammte aus Wiesbaden, war Schwiegersohn des Brauereikönigs Adolphus Busch (Anheuser-Busch), einer der Stifter des Metropolitan Museum und Sammler deutscher impressionistischer Kunst. Bereits 1914 wurde das Porträt in New York aus dem Nachlass Reisingers an den New Yorker Kunsthändler M.L. Jellinek verkauft. Seit ungefähr 1930 gehörte es dem lange in New York ansässigen Künstler James Sanford Hulme (1900–1974) und bis zu der Einlieferung bei Sotheby’s London im Jahre 2010 dessen Sohn Bruce H. Hulme. Aktuell befindet sich das Bild in einer deutschen Privatsammlung.
Das bedeutende Ölbild, das bereits 1912 im Jahre seiner Entstehung Deutschland verlassen hatte und erst 2010 mit der Versteigerung bei Sotheby’s London auf den europäischen Kunstmarkt zurückkehrte, wurde irrtümlich als Porträt der Trauzeugin von Leo Putz, Tico Mewes, identifiziert. Der Irrtum der Zuschreibung geht auf einen Fehler im Werkverzeichnis Leo Putz zurück: Zwei ebenfalls 1912 entstandene gezeichnete Porträts von Mara Hoffmann (Nr. 1859 und Nr. 1860) wurden hier irrtümlich als Porträts von Tico Mewes ausgewiesen. Gleichfalls führt das Werkverzeichnis aber ein „Porträt Mara Hoffmann“ als verschollen auf – der Verbleib in den USA war seinerzeit unbekannt, eine Abbildung gab es nicht. Eines der aufgeführten Pastell-Porträts von Mara Hoffmann (Nr. 1859) war Titelbild der Jugend (Ausgabe 1912, Nr. 25). Ein drittes Pastell von 1912, im Werkverzeichnis nicht enthalten, befindet sich in Privatbesitz.
Mara Hoffmann heiratete 1914 in Heiligenzell Franz Graf v. Schlik zu Bassano und Weisskirchen (1882–1963), mit dem sie sich in Kitzbühel niederließ. Nach Ende des Ersten Weltkrieges bewies sich der aus Böhmen stammende Graf Schlik hier als stadtbekannter Mitgiftjäger, Playboy, Autorennfahrer und Tennisspieler. Gemeinsam mit dem Grafen Max v. Lamberg gründete er 1923 den Kitzbüheler Sportclub. Der James-Bond-Erfinder Ian Fleming lernte Schlik in den 1920er Jahren während seiner Internatszeit in Kitzbühel kennen und machte ihm zum Protagonisten einer seiner Erzählungen. Nach einigen turbulenten Jahren wurde die Ehe 1925 geschieden: Graf Schlik heiratete 1927 die Schwester seines Geschäftspartners, die als erste Skispringerin berühmte Gräfin Paula von Lamberg (1887–1927).
Mara Gräfin v. Schlik zu Bassano und Weisskirchen lebte unmittelbar nach der Scheidung in Frankfurt und kehrte nach Graz zurück, wo sie (unter diesem Namen) am 15. März 1929 in bescheidenen Verhältnissen an einer Lungenentzündung verstarb.